# Lanceola pelagica
Lanceola pelagica är en kräftdjursart. Lanceola pelagica ingår i släktet Lanceola och familjen Lanceolidae. Inga underarter finns listade i Catalogue of Life.